# أرفيداس ماسيجوسكاس
أرفيداس ماسيجوسكاس (بالليتوانية: Arvydas Macijauskas)‏ مواليد 19 يناير 1980 في كلايبيدا، الجمهورية الليتوانية السوفيتية الاشتراكية، الاتحاد السوفيتي، هو لاعب كرة سلة ليتواني معتزل بدأ مسيرته الاحترافية في سنة 1997. يبلغ طوله 6 قدم 4 بوصة (1.9 م). مثّل منتخب بلاده. شارك في مسابقة كرة السلة في الألعاب الأولمبية الصيفية. اعتزل اللعب في 2010.

## فرق لعب لها
- ليتوفوس رايتس
- ساسكي باسكونيا
- نيو أورلينز بيليكانز
- نادي أولمبياكوس لكرة السلة

## إحصائيات المسيرة

### الرابطة الوطنية لكرة السلة

#### الموسم الاعتيادي
| السنة   | الفريق               | لعب | بدأ | دقيقة | ميداني% | ثلاثية | حرة  | ارتداد | صنع | استلاب | تصدي | نقطة |
| ------- | -------------------- | --- | --- | ----- | ------- | ------ | ---- | ------ | --- | ------ | ---- | ---- |
| 2005–06 | نيو أورلينز بيليكانز | 19  | 0   | 7.1   | .341    | .250   | .867 | .5     | .3  | .4     | .0   | 2.3  |
| المسيرة |                      | 19  | 0   | 7.1   | .341    | .250   | .867 | .5     | .3  | .4     | .0   | 2.3  |

## روابط خارجية
- أرفيداس ماسيجوسكاس على موقع الاتحاد الدولي لكرة السلة (الإنجليزية)
- أرفيداس ماسيجوسكاس على موقع الدوري الأوروبي لكرة السلة (الإنجليزية)
- أرفيداس ماسيجوسكاس على موقع إن بي أي (الإنجليزية)
- أرفيداس ماسيجوسكاس على موقع سبورتس رفرنس (الإنجليزية)
- أرفيداس ماسيجوسكاس على موقع الدوري الإسباني لكرة السلة (الإسبانية)
- أرفيداس ماسيجوسكاس على موقع كرة السلة الأوروبية.كوم (الإنجليزية)
- أرفيداس ماسيجوسكاس على موقع DraftExpress.com (الإنجليزية)
- أرفيداس ماسيجوسكاس على موقع ريلجم (الإنجليزية)
- أرفيداس ماسيجوسكاس على موقع بروبوليرز (الإنجليزية)
- أرفيداس ماسيجوسكاس على موقع سبورتس رفرنس (الإنجليزية)